# Portimonense Sporting Clube
El Portimonense Sporting Clube es un club de fútbol portugués de la ciudad de Portimão. Fue fundado en 1914 y juega en la Liga de Honra. Para la temporada 2010-2011 logró volver a jugar en la Liga Sagres después de más de 20 años de permanecer en el ascenso del fútbol portugués, aunque su estadía en Primera División sería solo de un año. En la más reciente temporada (2015/16) de la Liga de Honra,  Portimonense consiguió terminar en cuarta posición, quedando con la misma cantidad de puntos que el tercero, pero la diferencia de gol benefició a su rival, por lo que no pudo concretar el ascenso.

## Actividades
En la actualidad, Portimonense además de practicar fútbol lleva a cabo otros deportes en el club, como básquet o futsal, con equipos profesionales para cada uno.

## Palmarés

### Torneos nacionales
- Liga de Honra (1): 2017
- II Divisão (1): 2001

## Participación en competiciones de la UEFA
| Temporada | Torneo   | Ronda | Club        | Casa | Visita | Global |
| --------- | -------- | ----- | ----------- | ---- | ------ | ------ |
| 1985/86   | UEFA Cup | 1     | FK Partizan | 1-0  | 0-4    | 1-4    |